# Hesperinus macroulatus
Hesperinus macroulatus är en tvåvingeart som beskrevs av Skartveit 2009. Hesperinus macroulatus ingår i släktet Hesperinus och familjen Hesperinidae. Inga underarter finns listade i Catalogue of Life.